# Direction de la surveillance du territoire
La Direction de la surveillance du territoire (DST) är en fransk underrättelsetjänst knuten till franska inrikesministeriet.
DST:s huvudsakliga uppgift är kontraspionage inom Frankrike. Sedan sovjetblockets fall har dock dess uppgifter kommit att förändras och idag arbetar man även med terroristbekämpning, antispridningsarbete (med avseende på känsliga eller militära material samt vapenteknik) och skydd av landets ekonomiska och vetenskapliga tillgångar.
DST motsvaras i Sverige av Säpo, även om deras uppgifter inte överensstämmer fullt ut.